# 1156 Kira
1156 Kira è un asteroide della fascia principale. Scoperto nel 1928, presenta un'orbita caratterizzata da un semiasse maggiore pari a 2,2367718 UA e da un'eccentricità di 0,0471957, inclinata di 1,39794° rispetto all'eclittica.
L'origine del suo nome è sconosciuta.